# Bitwa pod Prestonpans
Bitwa pod Prestonpans (zwana także Bitwą pod Gladsmuir) – starcie zbrojne pomiędzy Jakobitami Karola Edwarda Stuarta a siłami wiernymi Jerzemu II pod wodzą Johna Cope. Zwycięstwo w niej odniesione podbudowało znacznie morale Jakobitów i umożliwiło im marsz na Anglię.

## Wstęp
Latem 1745 roku, książę Karol Edward Stuart rozpoczął kampanię w Szkocji zmierzającą do odzyskania przez Stuartów tronu. Po uzyskaniu poparcia ze strony Donalda Camerona z Lochiel, XIX wodza Klanu Cameron, jego siły wzrosły do ponad 2 000 ludzi (głównie szkockich górali). Armia ta ruszyła przez przełęcz Glenfinnan na Edynburg. 
Sir John Cope, naczelny dowódca sił rządowych w Szkocji, otrzymał rozkaz wyruszenia ze swymi siłami i zgniecenia powstania. Cope zastosował się do rozkazu, lecz ogromna większość jego rekrutów nie miała żadnego doświadczenia. Poza tym spotykały go różne inne trudności, jak na przykład choroba dowódcy jego kawalerii. Pomimo tego oficerowie wierzyli, iż buntownicy nie odważą się zaatakować regularnej armii składającej się z piechoty i kawalerii. Zapewniali oni podczas pochodu miejscowych, iż nie będzie żadnej bitwy. Armia Karola zajęła Edynburg przy niewielkim (lub wręcz żadnym) oporze dnia 16 września. Siły Cope'a przewiezione na statkach z Aberdeen przybyły za późno, by im w tym przeszkodzić. 

## Bitwa
20 września oddziały Cope'a napotkały awangardy sił Karola. Cope postanowił zatrzymać się i zmusić do walki Jakobitów. Ustawił on swą armię z frontem biegnącym wzdłuż rowu i z murem parku okalającego Preston House osłaniającym jego prawe skrzydło. Jeden z dowódców Karola - generał-porucznik Lord George Murray, znał ten obszar bardzo dobrze, i podczas nocy przeprowadził on jakobicką armię przez rów daleko za lewym skrzydłem Brytyjczyków. Cope rozkazał rozpalić ogniska i opuścił na noc swe siły.
Rankiem 21 września, dragoni Cope'a byli świadkami spektakularnej szarży 1 400 górali, której towarzyszyły "dzikie góralskie okrzyki wojenne i mrożące krew w żyłach piskliwe dźwięki dud". Niedoświadczona armia Cope'a rzuciła się do ucieczki, pomimo iż Cope i jego oficerowie usiłowali zmusić ją do walki za pomocą pistoletów. Żołnierze Cope'a stanęli wobec nacierających z lewego skrzydła górali, podczas gdy rów i ściana parku uniemożliwiały im odwrót. "Bitwa" rozstrzygnęła się w nieco ponad pięć minut. Setki rządowych żołnierzy zostało zabitych lub rannych, zaś 1 500 dostało się do niewoli. Górale stracili tylko około 100 ludzi zabitych lub rannych. Ranni i jeńcy otrzymali od Jakobitów najlepszą, jaka tylko była możliwa, opiekę. 
Zwycięstwo pod Prestonpans znacznie wzmocniło morale powstańców, przyczyniło się również do zwiększonego napływu ochotników do ich armii.